# Comuna de Radzanów
Radzanów (polaco: Gmina Radzanów) é uma gminy (comuna) na Polónia, na voivodia de Mazóvia e no condado de Mławski. A sede do condado é a cidade de Radzanów.
De acordo com os censos de 2004, a comuna tem 3662 habitantes, com uma densidade 37,1 hab/km².

## Área
Estende-se por uma área de 98,7 km², incluindo:
- área agricola: 74%
- área florestal: 17%

## Demografia
Dados de 30 de Junho 2004:
|                      | Total   | Total | Mulheres | Mulheres | Homens  | Homens |
| -------------------- | ------- | ----- | -------- | -------- | ------- | ------ |
|                      | pessoas | %     | pessoas  | %        | pessoas | %      |
| População            | 3662    | 100   | 1828     | 49,9     | 1834    | 50,1   |
| Densidade (pop./km²) | 37,1    | 100   | 18,5     | 18,5     | 18,6    | 18,6   |

De acordo com dados de 2002, o rendimento médio per capita ascendia a 1343,98 zł.

## Comunas vizinhas
- Bieżuń, Raciąż, Siemiątkowo, Strzegowo, Szreńsk